# Tufão Kammuri
O tufão Kammuri ("tufão Tammuri"), conhecido nas Filipinas como tufão Tisoy ("tufão Tisoy"), foi um ciclone tropical poderoso que afetou a Filipinas no início de dezembro de 2019.
O 28º tufão nomeado e o 16º tufão da temporada de tufões no Pacífico de 2019, Kammuri desenvolveu-se a partir de uma onda tropical situada a algumas centenas de quilômetros ao sul das Ilhas Marianas. De 25 de novembro até 27 de novembro, o sistema seguiu para oeste em um ritmo constante e ritmo de intensificação, fazendo primeiro pequenos impactos em Guam. Em 28 de novembro, o sistema intensificou-se em um tufão com as condições ambientais tornando-se marginalmente conducentes a um desenvolvimento significativo. De 29 de novembro até o final de 1 de dezembro, Kammuri foi incapaz de fortalecer as estimativas anteriores devido ao seu movimento quase estacionário como resultado de correntes de direção fracas, afloramento por conseguinte. No dia 2 de dezembro, o sistema moveu-se para o oeste a uma velocidade muito mais rápida, de 12 mph (19 km/h) e rapidamente se intensificou nas águas mais quentes do Mar das Filipinas, antes de fazer landfall na região de Bicol nas Filipinas, com o pico de intensidade como categoria 4-equivalente tufão.
Ao deixar as Filipinas, Kammuri enfraqueceu significativamente com o aumento do cisalhamento do vento e a interação com as ilhas Filipinas fez com que a estrutura do sistema se degradasse rapidamente. Em 4 de dezembro, Kammuri passou sobre o mar do Sul da China como uma tempestade tropical enfraquecendo-se. Até 5 e 6 de dezembro, Kammuri enfraqueceu significativamente e seu centro de circulação de baixo nível ficou exposto; como resultado, dissipou-se em 6 de dezembro.

## História meteorológica
Em 23 de novembro de 2019, um sistema de baixa pressão desenvolveu-se a sudeste de Guam. Ele então começou a mostrar sinais de desenvolvimento e ganhou uma circulação definida, desenvolvendo-se para uma depressão tropical em 25 de novembro, com o JTWC atribuindo-o como "29W". A depressão então começou a desenvolver características de bandas para o nordeste de seu centro, confirmando a intensificação e permitindo-lhe ganhar o nome Kammuri (que é um nome japonês para Corona Borealis). Kammuri então passou para o sul de Guam, e intensificou-se ainda mais para uma tempestade tropical severa em 27 de novembro, e depois para um tufão no dia seguinte. À medida que o tufão fraco continuou para oeste, afloramento de si mesmo devido ao seu movimento quase estacionário combinado com cisalhamento moderado do vento impediu a intensificação significativa de Kammuri nos próximos três dias. Finalmente entrou na área de responsabilidade das Filipinas (PAR) com PAGASA atribuindo o nome "Tisoy" em 30 de novembro. Depois de entrar na área de responsabilidade da PAGASA, Kammuri começou a mostrar sinais de intensificação novamente, e a PAGASA notou a possibilidade de Kammuri fazer "landfall" nas Filipinas como um tufão um tanto poderoso. Depois de muito lentamente se mover para o oeste e na abordagem às Filipinas, o sistema começou a acelerar em direção às Filipinas e, em seguida, começou a rápida intensificação quando chegou a menos de 200 milhas da costa de [[Catanduanes], devido ao abaixamento do cisalhamento do vento e aumento do teor de calor oceânico, todos os quais combinados para neutralizar o afloramento. Tornou-se um tufão de categoria 2 e logo depois, um tufão de categoria 3. Kammuri atingiu seu pico de intensidade como de tufão de categoria 4 com ventos de 140 mph às 07:00 UTC de 2 de dezembro, e PAGASA informou que Kammuri tinha feito o seu primeiro landfall sobre Gubat, Sorsogon às 11:00 pm, 2 de dezembro, logo depois de atingir o seu pico de intensidade.

Tufão Kammuri a atravessar Filipinas durante a manhã de 3 de dezembro

Até à meia-noite e início da manhã de 3 de dezembro, Kammuri cruzou a região de Bicol e enfraqueceu devido à interação com a terra. Ele fez outra landfall em 4:00 am PST sobre San Pascual e Burias. Movendo-se em geral oeste, a direção, Kammuri enfraqueceu na Categoria 3, depois da interação com terra e desenvolveu um novo olho, movendo-se muito perto da Península Bondoc antes de fazer sua terceira e quarta arquivo de música das nações às 8:30 am PST sobre Torrijos, Marinduque e as 12:30 pm PST sobre Naujan, respectivamente. A interação continuada com a terra enfraqueceu Kammuri para Categoria 2-equivalente tufão antes de sair do território Filipino. O centro do tufão foi relatado estar sobre o Estreito de Mindoro no final da tarde. logo depois, o sistema continuou a enfraquecer e tornou-se um tufão de categoria 1 equivalente à entrada no Mar do Sul da China. A estrutura de Kammuri, em seguida, começou a sofrer, com cisalhamento de vento rasgando convecção na parte ocidental da tempestade, quando ela se enfraqueceu de volta para uma tempestade tropical enquanto flutuava sobre o mar do Sul da China. Por volta das 11: 00 da manhã de 5 de dezembro, a PAGASA emitiu o seu último boletim sobre Kammuri quando saiu do PAR. Kammuri perdeu o seu interior rainbands e seu baixo nível de circulação do centro tornou-se exposto a altas cisalhamento do vento, fazendo com que o sistema para dissipar no dia 6 de dezembro com o JMA emitir seu último comunicado sobre o sistema.

## Preparações
No 119º fórum sobre o clima, PAGASA discutiu a possível ameaça de Kammuri para as [Filipinas] e a potencial queda de Kammuri na região de Bicol durante os jogos do Sudeste Asiático de 2019 como um tufão poderoso. Em 28 de novembro, PAGASA declarou em uma conferência de imprensa, as medidas adequadas e ligações com Jogos Mar de 2019, para que os organizadores estejam no mesmo lugar em preparação para o tufão, tais como caçadores de tempestades e radares móveis enviados para locais de competição em Metro Manila e Central Luzon. Os organizadores da SEA Games também relataram que um plano de contingência tinha sido montado em preparação para o Kammuri. na tarde de 30 de novembro, o dia da abertura do Jogos MAR, a agência atribuiu a Kammuri o nome local "Tisoy" quando entrou na área de responsabilidade das Filipinas (PAR) e levantou suas primeiras advertências sobre Samar Oriental e Samar do Norte províncias.
Em 30 de novembro, os governos locais da região de Bicol começaram a se preparar em antecipação à chegada de Kammuri. sinais de aviso de ciclone Tropical (TCWS) #1, 2 e 3 avisos foram emitidos quando a tempestade começou a se aproximar de Luzon em 2 de dezembro. Durante o mesmo dia, foram levantados mais sinais de alerta em algumas áreas da região Visayas. O TCWS # 1 foi criado na província de Antique e, portanto, suspendeu as aulas em um total de 14 cidades. Algumas suspensões foram emitidas para todos os níveis, enquanto outras foram apenas de pré-escola para o ensino médio. governos locais em todo Leste Visayas declarou a suspensão das aulas em todos os níveis, juntamente com o trabalho. Províncias como Samar do Norte, Samar, Samar do leste e Biliran foram elevado a um TCWS #2 enquanto Leyte e sul de Leyte só tinham um TCWS #2. Em Cebu, O TCWS # 2 também foi alertado, o que levou 7.376 pessoas a evacuar. Mais de 200.000 pessoas foram evacuadas à frente de Kammuri devido aos temores de inundações e deslizamentos de terra. As operações de voos no Aeroporto Internacional Ninoy Aquino foram suspensos por doze horas, a partir da 11:00 p.m. PST em 3 de dezembro de 2019, e terminando às 11:00 a.m. em 4 de dezembro. 16 voos foram cancelados no Aeroporto Mactan–Cebu Internacional em 2 de dezembro. um total de 358 voos domésticos e 203 voos de internação foram cancelados devido a Kammuri.

## Impacto e consequências

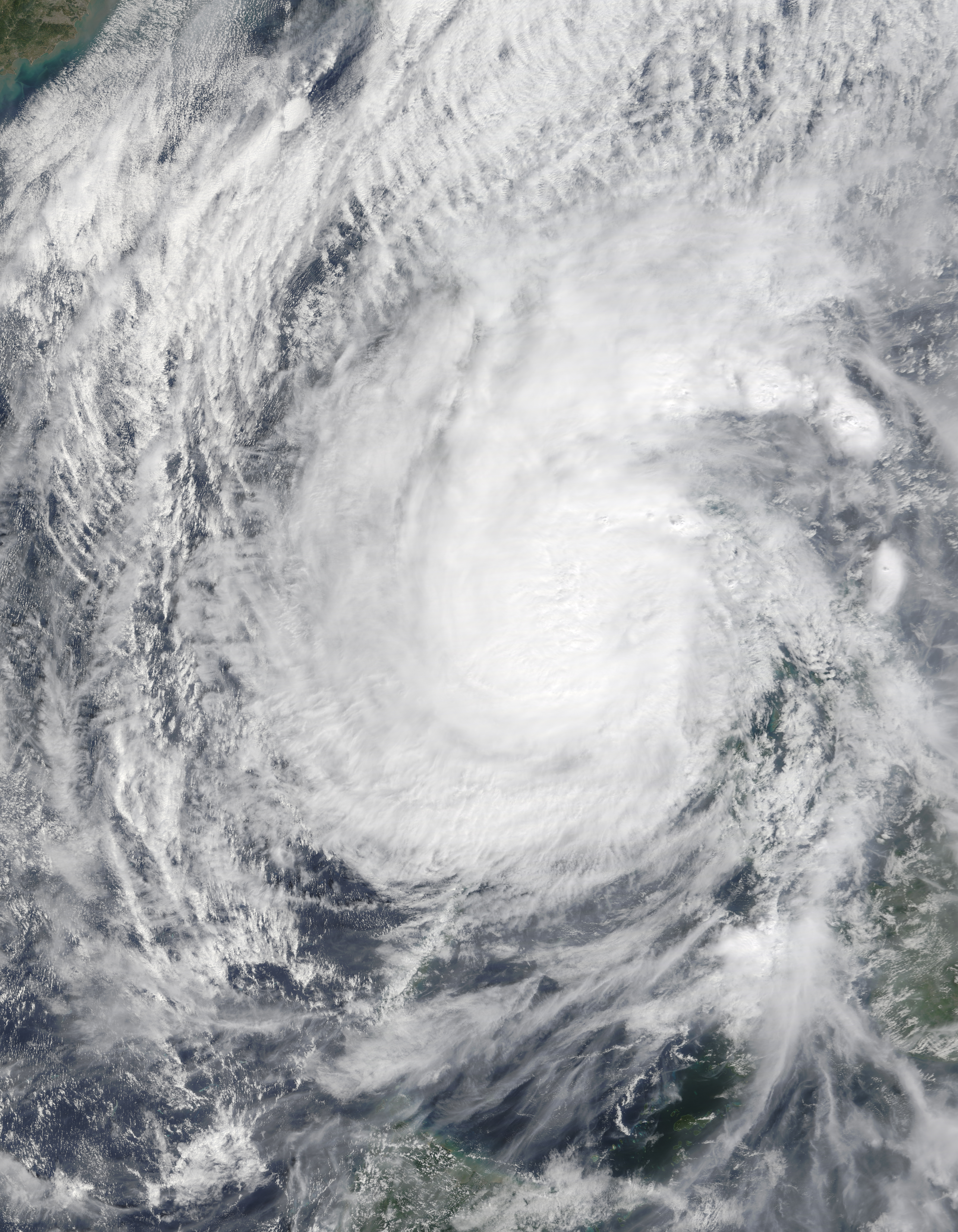
tufão Kammuri enfraquecendo em 3 de dezembro

No 12º boletim meteorológico severo emitido pela PAGASA em 2 de dezembro de 2019, relatou que antes de seu primeiro "landfall", o sul do tufão Kammuri trouxe ventos violentos e chuvas intensas sobre a província vizinha de Samar. Fotos e imagens de vídeo das cidades de Mapanas do Norte e Gamay, ambos localizados no lado Pacífico do Norte de Samar, mostram graves inundações e ventos fortes do tufão. Horas mais tarde, Kammuri fez seu primeiro desembarque, perto de Gubat, Sorsogon com ventos equivalentes a um furacão de categoria 4 na escala de Saffir-Simpson. Em Norte Samar, foi relatado que os ventos atingiram até 135 km/h (84 mph), com uma precipitação acumulada total de 605,5 mm (23,8 polegadas) no decorrer de 24 horas em 2 de dezembro.
A região de Bicol (Região V) foi mais afetada pelo tufão. Após a passagem da tempestade, estradas entre regiões, especialmente rotas da região de Bicol para Manila não eram passáveis devido a ramos caídos e árvores arrancadas. Vários veículos e passageiros foram encalhados ao longo de Rodovias devido a isso. Em 4 de dezembro, as províncias de Albay e Sorsogon, e a cidade de Naga foi emitido um estado de calamidade após que amplos danos foram vistos. O Departamento de Segurança Social local estimou que 130.000 crianças foram afetadas pelo tufão Tisoy (Kammuri) em Bicol na região central das filipinas. Em Camarines Sur, cerca de 293 salas de aula sofreram grandes danos, enquanto a província de Albay teve um total de 883 salas de aula danificadas a partir de 5 de dezembro. Em 6 de dezembro, Catanduanes foi assolado por fortes prejuízos e foi emitido um estado de calamidade.
No dia 4 de dezembro, Norte da Província de Samar Redução do Risco de Desastres e Gestão (Conselho PDRRMC) recomendou um estado de calamidade, e logo após, foi elevada em duas cidades: Catarman e Gamay. destruição em massa, juntamente com alagamentos, casas danificadas, deslizamentos de terra e até mesmo o fraco sinal de comunicação solicitado seu governo local para emitir o estado de calamidade nas duas cidades. 224.171 indivíduos foram afetados por Kammuri (Tisoy) no norte de Samar, e com base na avaliação pós-desastre, cerca de 28.577 casas foram danificadas, enquanto 3.774 foram destruídas por inundações extremas. falhas de energia foram vistas em muitas aldeias, e a Cooperativa Norte Samar Electric afirmou que a fonte de energia seria restaurada em Catarman e cidades próximas até ao dia de Natal, mas outras cidades ainda poderiam sofrer de nenhuma energia até depois do Natal. além disso, as bandas de chuva de Kammuri estenderam-se até o norte até Vale do Cagayan, onde, com a inclusão da monção nordeste, viu uma das piores enchentes em décadas para a região norte. Cerca de 66.000 pessoas evacuaram as suas casas devido a inundações extremas e inundações torrenciais. Em 6 de dezembro, o estado de calamidade foi levantada. Graves enchentes em 18 áreas da província danificaram a agricultura e paralisaram o transporte.
A partir de 22 de janeiro de 2020, O NDRRMC afirmou que pelo menos 17 pessoas estavam mortas e pelo menos 318 ficaram feridas. foi relatado um prejuízo de ₱6,65 mil milhões (US$130 million) na nação e cerca de ₱95.7 milhões (US$1,87 milhões) para ajudas e assitência. Totais de 2,249 escolas danificada e 558,844 casas danificadas, de que 63,466 foram "totalmente" destruídos, foram relatados. 121 troços de estrada e 5 pontes foram danificados devido a Kammuri, dos quais seis troços de estrada e uma ponte ainda foram considerados intransponíveis uma semana após o landfall.

### Eventos desportivos
Os Jogos do Sudeste Asiático de 2019, realizado nas Filipinas nesse ano, teve vários jogos e eventos cancelados ou remarcados devido a Kammuri. Ramon Agregado, o comitê organizador chefe da Subic cluster de entretenimento, como afirmou, "O windsurf foi cancelado até Termos uma imagem mais precisa do tempo." Duathlon eventos que estavam agendados para terça-feira, 3 de dezembro, teve lugar na segunda-feira, 2 de dezembro.
A Mindoro Ocidental também se retirou como anfitriã do 2020 Palarong Pambansa, a competição nacional de desportos estudantes das Filipinas, devido aos danos causados por Kammuri na província.

## Nome retirado
Devido aos extensos danos causados pelo tufão nas Filipinas, a PAGASA retirou oficialmente o "Tisoy" das listas rotativas de nomes de ciclones tropicais dentro da área de responsabilidade das Filipinas. A agência selecionou "Tamaraw" como seu substituto.
O nome Kammuri também foi retirado durante a 52ª Sessão Anual do Comitê de tufões ESCAP/WMO em fevereiro de 2020, e um nome substituto será escolhido no início de 2021.